# Крајна Брда
Крајна Брда (словен. Krajna Brda) је насељено место у општини Севница, Посавска регија, Словенија.

## Историја
До територијалне реорганизације у Словенији била су у саставу старе општине Севница.

## Становништво
У попису становништва из 2011. године, Крајна Брда је имала 83 становника.
| Број становника према пописима | Број становника према пописима | Број становника према пописима |
| ------------------------------ | ------------------------------ | ------------------------------ |
| 1991                           | 2002                           | 2011                           |
| 91                             | 76                             | 83                             |